# Museum Modern Art Hünfeld
Museum Modern Art Hünfeld - muzeum sztuki współczesnej założone przez Gerharda Jürgena Blum-Kwiatkowskiego w 1990 roku w Hünfeld.
W 1990 roku we współpracy z władzami miasta Hünfeld Blum-Kwiatkowski otworzył Muzeum na terenie dawnej gazowni, które stało się centrum jego działalności kuratorskiej. W muzeum mieści się duża kolekcja sztuki współczesnej licząca około 4000 dzieł sztuki.
Oprócz budynku głównego na przestrzeń wystawienniczą składają się dwie stare kotłownie gazowe oraz nowo zbudowany pawilon, który łączy ze sobą budynki całego kompleksu. Poza zamkniętymi przestrzeniami wystawienniczymi Muzeum obejmuje również powierzchnię ekspozycyjną za nasypem kolejowym, w której prezentowane są obiekty rzeźbiarskie.
W 1994 roku, artysta Heinz Kasper zainicjował projekt działający na rzecz finansowania Muzeum: Jeder Meter für die Kunst (Każdy metr dla sztuki), który polegał na dobrowolnym biegu na rzecz Muzeum. Każdy uczestnik prezentował dla Muzeum swój bieg wpłacając odpowiednią kwotę według przelicznika: jeden metr = jedna Marka. Akcje charytatywne i wystawy związane z tym projektem odbyły się w dziesięciu różnych miastach.
Od 2003 roku odbywają się w Muzeum coroczne wystawy, podczas których jest dostępnych około 30-40 pokoi dla artystów. Do wystaw dołączony jest wydawany dorocznie katalog prezentujący artystów i ich dzieła.